# Rio do Meio (Bayeux)
Rio do Meio é um bairro da cidade de Bayeux, estado da Paraíba.
Segundo o IBGE, no ano de 2010 residiam no bairro 4.415 pessoas, sendo 2.117 homens e 2.298 mulheres.
O acesso ao bairro é feito pela BR-230.